# Alpheus Cutler
John Alpheus Cutler (29. februar, 1784 – 10. juni, 1864) var den første profet for den mormonske retning Jesu Kristi Kirke, før kaldet Jesu Kristi Sande Kirke. Han selv og hans følgere mente, at han var den rette efterfølger til Joseph Smith. Alle retninger, som senere har forladt Cutlers Jesu Kristi Kirke for at danne andre mormonkirker, anerkender også Alpheus Cutler som den anden profet efter Joseph Smith. Før Cutler påtog sig gerningen som profet, havde han været kaptajn for Joseph Smiths bodyguards og leder af mormonernes tempelbyggeri. Cutlers første hustru Lois Lathrop var en fjern slægtning til Joseph Smith. Cutler giftede sig også med andre kvinder, men hans kirke anerkender dog ikke flerkoneri. 